# Pyrrhula nipalensis
Pyrrhula nipalensis е вид птица от семейство Чинкови (Fringillidae).

## Разпространение
Видът е разпространен в Бутан, Виетнам, Индия, Китай, Лаос, Малайзия, Мианмар и Непал.